# Australian Open 2018 - Doppio femminile in carrozzina
Jiske Griffioen e Aniek van Koot erano le detentrici del titolo, ma Griffioen ha deciso di non partecipare. Van Koot ha giocato insieme a Diede de Groot, ma sono state sconfitte in finale da Marjolein Buis e Yui Kamiji con il punteggio di 6–0, 6–4.

## Teste di serie
1. Marjolein Buis /  Yui Kamiji (campionesse)

1. Diede de Groot /  Aniek van Koot (finale)

## Tabellone

### Legenda
| - Q = Qualificato - WC = Wild card - LL = Lucky loser | - ALT = Alternate - SE = Special Exempt - PR = Protected Ranking | - w/o = Walkover - r = Ritirato - d = Squalificato |

|  | Semifinali | Semifinali                         | Semifinali                         | Semifinali | Semifinali |  |  | Finale | Finale                        | Finale                        | Finale | Finale |  |
|  |            |                                    |                                    |            |            |  |  |        |                               |                               |        |        |  |
|  | 1          | Marjolein Buis Yui Kamiji          | Marjolein Buis Yui Kamiji          | 6          | 6          |  |  |        |                               |                               |        |        |  |
|  |            | Kgothatso Montjane Lucy Shuker     | Kgothatso Montjane Lucy Shuker     | 1          | 3          |  |  | 1      | Marjolein Buis Yui Kamiji     | Marjolein Buis Yui Kamiji     | 6      | 6      |  |
|  |            | Sabine Ellerbrock Katharina Krüger | Sabine Ellerbrock Katharina Krüger | 2          | 4          |  |  | 2      | Diede de Groot Aniek van Koot | Diede de Groot Aniek van Koot | 0      | 4      |  |
|  | 2          | Diede de Groot Aniek van Koot      | Diede de Groot Aniek van Koot      | 6          | 6          |  |  |        |                               |                               |        |        |  |